# Glenn Anders
Glenn Anders (Los Angeles, 1º settembre 1889 – Englewood, 26 ottobre 1981) è stato un attore statunitense.

## Biografia

### Origini
Nacque a Los Angeles, figlio di un emigrante svedese. Attore prevalentemente teatrale, si diplomò alla Wallace dramatic school e iniziò a recitare nella compagnia di vaudeville dell'Orpheum Circuit.
A New York si laureò alla Columbia University nel 1921.

### Carriera
Debuttò a Broadway nel 1919 con l'opera Just Around the Corner. Si distinse a Broadway recitando in 3 pièce vincitrici di altrettanti Pulitzer: Hell Bent for Heaven (1924) di Hatcher Hughes, They Knew What They Wanted (1924) di Sidney Howard, Strano interludio (1928) di Eugene O'Neill.
Sul grande schermo interpretò sporadici ruoli, il più famoso dei quali è probabilmente nel classico La signora di Shanghai (1947) di Orson Welles.

## Filmografia
- Zingaresca (Sally of the Sawdust), regia di D.W. Griffith (1925)
- Laughter, regia di Harry d'Abbadie d'Arrast (1930)
- By Your Leave, regia di Lloyd Corrigan (1934)
- Nothing but the Truth, regia di Elliott Nugent (1941)
- Rapsodia in blu (Rhapsody in Blue), regia di Irving Rapper (1945)
- La signora di Shanghai (The Lady From Shanghai), regia di Orson Welles (1947)
- Nancy va a Rio (Nancy Goes to Rio), regia di Robert Z. Leonard (1950)
- M, regia di Joseph Losey (1951)
- Tarzan sul sentiero di guerra (Tarzan's Peril), regia di Byron Haskin (1951)
- Il cane della sposa (Behave Yourself!), regia di George Beck (1951)

## Spettacoli teatrali
- Scrambled Wives (Broadway, 5 agosto 1920)
- They Knew What They Wanted (Broadway, 24 novembre 1924)